# 戸籍局
戸籍局（こせききょく）は、明治期の内務省の内部部局の一つ。本項では前身である大蔵省戸籍司、戸籍寮についても述べる。

## 概要
1871年（明治4年7月）民部省の大蔵省への統合に伴い、大蔵省戸籍司が設置される。同年8月には戸籍寮に改称され職制及び事務章程が定められ、全国の戸数、人員、身分、社寺に関する事務を管掌した。同年11月には士族の家禄の計査を管掌するようになり、1873年（明治6年）3月には帰農した士族への金穀貸付に関する事務が戸籍寮及び出納寮から貸付掛に移管された。同年1月、戸籍寮は内務省に移管された。
内務省へ移管された当初は戸籍・褒典・救育の3課体制であったが、同年11月に編纂課を新設。さらに1876年（明治9年）1月の職制改正により、民産事務を管掌するようになった。同年4月に戸籍局と改称した。
1877年（明治10年）局内に戸籍・民産・編纂・諸務の4掛を設置。翌年の1878年（明治11年）3月には戸籍掛を戸婚掛と改称した。1879年（明治12年）1月には校案・人事・財産・戸籍・編纂・諸務の6掛体制としたが、1882年（明治15年）6月の事務分任仮則では戸籍・賞恵・編纂・諸務の4掛に、1885年（明治18年）6月の内務省処務条例では第一部（戸口調査・戸籍編製・内国人転籍に関する事務取扱）・第二部（人民身分・民有地所有権などに関する事務取扱）・庶務課の2部1課制に移行した。1886年（明治19年）1月に廃局となり、所管事務は総務局戸籍課に継承された。

## 歴代局長
戸籍頭
- （兼）杉浦譲：1874年1月29日 - 1875年4月2日
- （兼）松田道之：1875年4月2日 - 1876年5月2日（改称）

内務省戸籍局長
- 船越衛：1876年5月2日 - 1880年3月8日
- 岩村高俊：1880年3月8日 - 1883年1月19日
- 千坂高雅：1883年1月19日 - 1884年12月27日
- 勝間田稔：1885年1月7日 - 1885年1月22日
- 大森鍾一：1885年1月22日 - 1885年6月25日
- （兼）白根専一：1885年6月25日 - 1886年1月16日（廃局）